# Mesih Pasza
Mesih Pasza (zm. listopad 1501) – turecki wielki wezyr Imperium Osmańskiego w latach 1499-1501. 

## Życiorys
Jego ojcem był Tomasz Paleolog Gidos. Był bratankiem ostatniego cesarza bizantyńskiego Konstantyna XI Paleologa. Po upadku Konstantynopola wraz z bratem został oddany pod kuratelę Mehemeda II; przeszedł na islam. W 1470 r. stał na czele sandżaku Gallipoli. Następnie służył we flocie osmańskiej; kierował nieudanym atakiem Turków na Rodos w 1480 roku. W latach 1499–1501 był wielkim wezyrem państwa osmańskiego.